# Gran Vía 48
Gran Vía 48 es el nombre de un edificio residencial situado en el número 48 de la calle Gran Vía, en la ciudad de Madrid. Fue proyectado por el arquitecto español Rafael de La-Hoz Castanys y su construcción tuvo lugar de 2009 a 2013. Se trata del primer inmueble que se levanta en la Gran Vía desde 1932. La fachada «juega con diferentes volúmenes y líneas que transmiten dinamismo y profundidad». La obra no ha estado exenta de críticas y algunos la consideran demasiado moderno para la Gran Vía. Se sitúa enfrente del Cine Capitol y está flanqueado por el Palacio de la Prensa.

## Historia
El solar que actualmente ocupa el actual edificio Gran Vía 48 es único en esta gran artería debido a que ha sido ocupado por dos edificios anteriormente. El primero de ellos fue el Hotel Nueva York proyectado por Manuel Muñoz Casayús en 1931. Se trataba de un moderno edificio dedicado a hotel y viviendas. El inmueble, construido en esquina, se alzaba sobre un solar cuya fachada lateral de mayor longitud daba a la calle Tudescos. El edificio se levantó en ocho alturas, más entresuelo, baja y tres plantas de sótanos. Su estructura, realizada en hormigón armado, dejaba amplios espacios en su planta baja, donde se instaló el cine Actualidades. Se inauguró el 22 de diciembre de 1932 y fue proyectada por el arquitecto Saturnino Ulargui Moreno. Con su única sala de 308 butacas, era el cine más pequeño de la calle Gran Vía. Fue el primero además en ofrecer películas en sesión continua, comenzando las sesiones a las once de la mañana hasta la una de la madrugada. Los precios eran reducidos y las localidades no estaban numeradas. Por esta razón, y por la falta de intermedios se suprime el bar, forzando al cliente a abandonar el local cuando lo deseara sin necesidad de interrumpir la proyección con un descanso.

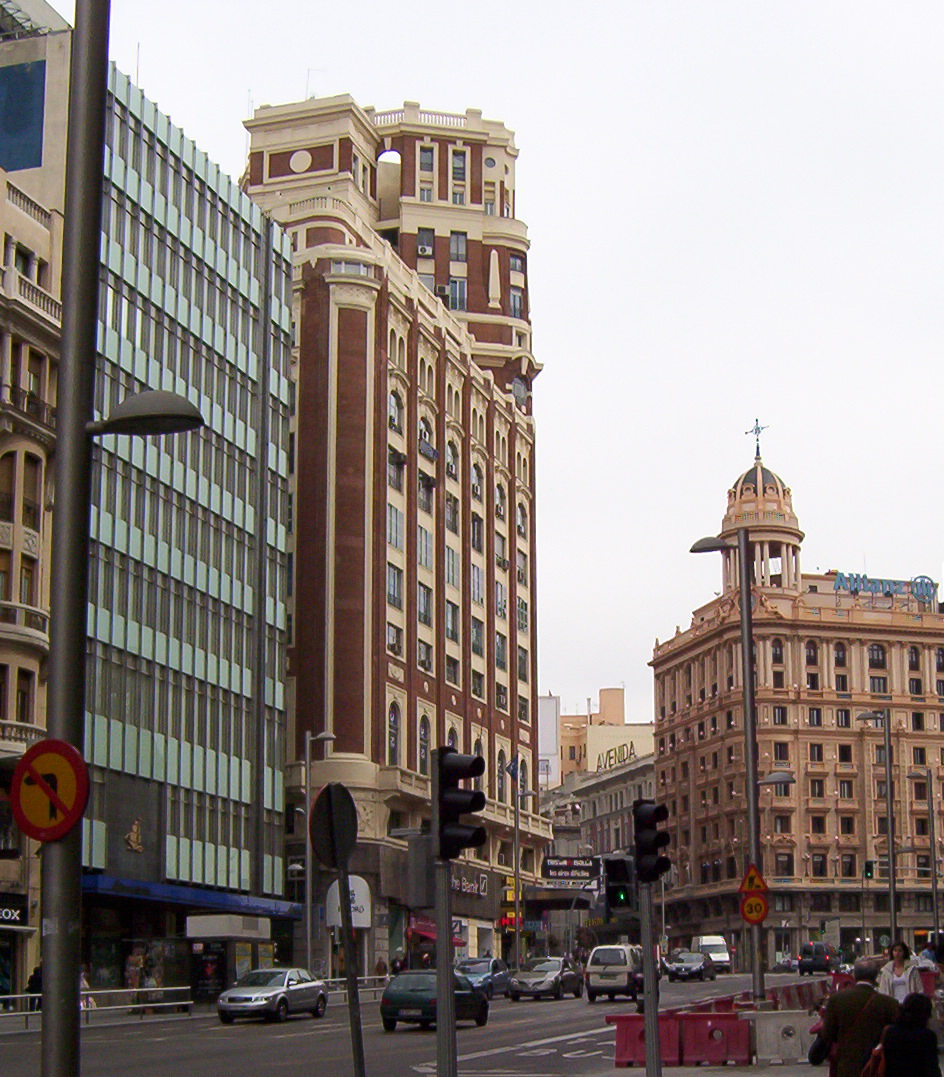
A la izquierda puede verse el antiguo edificio del Banco Atlántico, que contrastaba con el resto de edificios por su revestimiento de vidrio.

A comienzos de la década de 1960 el edificio fue vendido al Banco Atlántico —adquirido en junio de 2004 por Banco Sabadell. Dicho volumen fue demolido parcialmente para levantar la nueva sede central del banco, obra del arquitecto José Manuel Fernández Plaza, descrito como de arquitectura miesiana y revestido de un anodino muro cortina de vidrio. Banco Atlántico se deshizo del inmueble en 2004 por 81 millones de euros que pasó a manos de la promotora R&A Palace Gestión. En marzo de 2006, Renta Corporación adquirió el edificio, y fue vendido en febrero de 2008 a la constructora gallega Valmarcasa. Aunque la compañía no facilitó la cifra de la transacción fuentes conocedoras de la operación dijeron que el importe fue cercano a los 100 millones de euros. El 23 de marzo de ese año el ayuntamiento de Madrid aprobó un Plan Especial para la transformación de las oficinas bancarias en viviendas. Fue Renta Corporación quien entre 2006 y 2008 encargó al arquitecto Rafael de La-Hoz el proyecto bautizado como Gran Vía 48. El local comercial fue comprado en mayo de 2014 por la gestora de fondos alemana GLL Real Estate Partners GmbH.
Debido a su céntrica situación en Madrid, se tardaron cerca de dos años para la realización de los sótanos y cimentación y otros dos para levantar las plantas del inmueble. Aunque se sospechaba por momentos que las obras estuvieran paralizadas por la crisis. El inmueble anterior ya estaba derribado por completo a finales de 2007.
La planta baja alojó un local de la cadena de moda C&A entre los años 2013 y 2016.
A primeras horas de la mañana del 24 de abril de 2017 se desató un incendio en la cubierta superior del edificio, que fue sofocado a mediodía sin heridos. Allí se alojan las instalaciones de refrigeración y eléctricas y el origen puede encontrarse en un fallo eléctrico.

## Diseño
El arquitecto De la Hoz se enfrentó con el reto de salvar un importante desnivel, ya que el Palacio de la Prensa es de mayor altura al edificio adyacente. Para solucionarlo optó por «hacer un juego de volúmenes con las terrazas de los apartamentos» creando una escalera descendiente hacia Plaza de España, que ha sido descrito por la prensa como un «zigurat» en medio de Madrid.
La fachada iba a emplear revoco, al igual que otros tantos edificios de la avenida, pero la empresa propietaria decidió sustituirlo por granito de Galicia. En palabras del arquitecto, su objetivo era «proyectar algo que pertenezca a su tiempo y que sea respetuoso con la unidad estilística de la Gran Vía y con los edificios que estuvieron antes en su lugar».
El inmueble lo conforman 97 viviendas de 1, 2 y 4 dormitorios, con superficies de entre 50 a más de 310 metros cuadrados. El precio de los pisos oscila entre los 550.000 y los 3.190.000 euros, a razón de 10 000 euros el m². El inmueble cuenta con un aparcamiento robotizado de siete plantas con capacidad para 320 plazas. La comercialización de los pisos fue complicada y se han ajustado los precios hasta el entorno de 5600-7000 euros el metro cuadrado y se ha optado por combinar la venta con el alquiler de las viviendas como apartamentos turísticos, algo que se adapta más al carácter comercial y turístico de la calle Gran Vía.

## Tienda insignia de Huawei

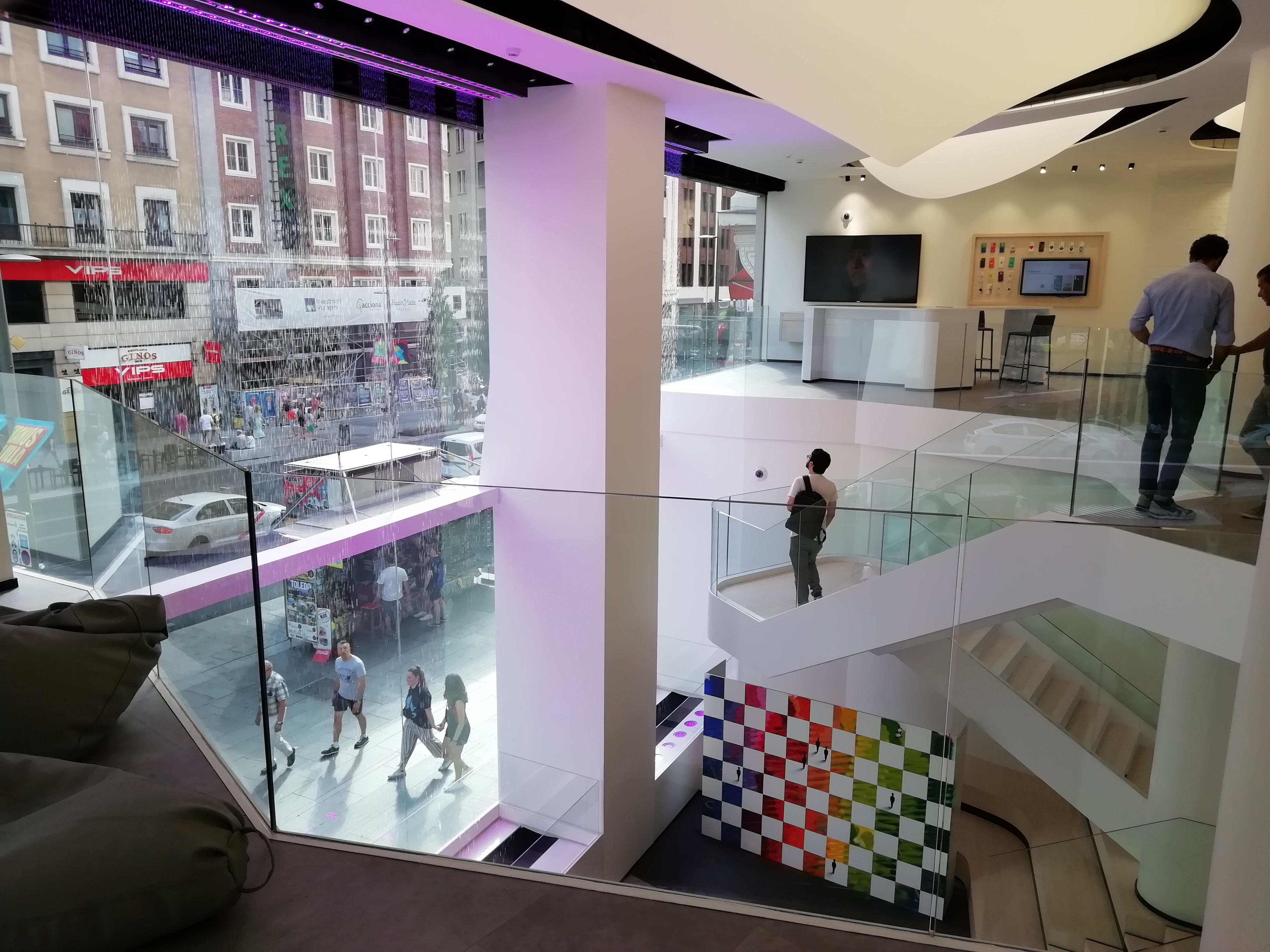
Tienda insignia de Huawei en Gran Vía 48, julio de 2019.

En su planta baja, abrió sus puertas en 2019 la tienda insignia del fabricante de móviles chino Huawei. Se trata de un local comercial de más de 1100 m² repartidos en dos plantas y en la fecha de su inauguración se convierte en la mayor tienda en el mundo del fabricante de tecnología fuera de China.
La planta inferior sirve de entrada con una pantalla gigante e interactiva, que dibuja la silueta del visitante cuando se cruza. Unas escaleras mecánicas ascendentes, encapsuladas bajo una iluminación rojiza, dirigen al nivel superior. Allí el espacio incluye mesas alargadas con distintos teléfonos móviles, auriculares, relojes inteligentes, pulseras de monitorización, ordenadores portátiles, tabletas, drones, impresoras de bolsillo, así como decenas de fundas y otros accesorios. Al fondo de esta segunda planta aguarda un área de tertulia con vistas a la Gran Vía, así como un salón donde probar soluciones de domótica y un apartado para talleres.
La última sección de la tienda es un laboratorio de reparación acristalado, a la vista de todos los visitantes, y un centro de atención al cliente con sala de espera, ubicada más al fondo.